# OneAPI
oneAPI — открытый стандарт унифицированного прикладного программного интерфейса, предназначенный для использования на различных вычислительных ускорительных архитектурах, включающих графические процессоры, нейронные процессоры и программируемые пользователем вентильные матрицы. Стандарт предназначен для устранения необходимости поддержания разработчиками отдельных кодовых баз, множества программных языков, и различных инструментов и рабочих процессов для каждой архитектуры.

## Спецификация oneAPI
Спецификация oneAPI расширяет существующие модели программирования для разработчиков, позволяя использовать несколько аппаратных архитектур с помощью языка параллельных данных, набора библиотек API и низкоуровневого аппаратного интерфейса для поддержки межархитектурного программирования. Она построена на существующих промышленных стандартах и предоставляет открытый, кроссплатформенный стэк разработки.

## Data Parallel C++
DPC++ — открытый, кросс-архитектурный язык, созданный на базе языка C++ и SYCL стандартах промышленного консорциума Khronos Group. DPC++ — имплементация стандарта SYCL с расширениями, предложенными для включения в будущие версии SYCL стандарта. Одним из примеров такого включения, является внесение использования унифицированной общей памяти, групповых алгоритмов и подгрупп в стандарт SYCL 2020.

## Библиотеки oneAPI
Набор API охватывает несколько областей, в которых заметно преимущество от использования ускорения, включая библиотеки для линейной алгебры, глубокого обучения, машинного обучения, обработки видео, а также других областей.
| Название библиотеки                      | Краткое название | Описание |
| ---------------------------------------- | ---------------- | --- |
| oneAPI DPC++ Library                     | oneDPL           | Алгоритмы и функции для ускорения программирования ядра DPC++                                                  |
| oneAPI Math Kernel Library               | oneMKL           | Математические подпрограммы, включающие линейную алгебру, быстрое преобразование Фурье, и векторную математику |
| oneAPI Data Analytics Library            | oneDAL           | Функции для работы с машинным обучением и анализом данных                                                      |
| oneAPI Deep Neural Network Library       | oneDNN           | Функции нейронных сетей для тренировки и использования глубокого обучения                                      |
| oneAPI Collective Communications Library | oneCCL           | Шаблоны коммуникации для распределенного глубокого обучения                                                    |
| oneAPI Threading Building Blocks         | oneTBB           | Библиотека шаблонов для управления потоками выполнения и памятью                                               |
| oneAPI Video Processing Library          | oneVPL           | Кодирование, декодирование, транскодирование, и обработка видео в реальном времени                             |

Исходный код большинства реализаций выше указанных библиотек доступен на сайте GitHub.
В документации oneAPI также указан API "Нулевого уровня", определяющий низкоуровневые интерфейсы прямого доступа к железу и набор компонентов для трассировки лучей с собственными API интерфейсами.

## Уровень абстракции аппаратного обеспечения
oneAPI Level Zero, — низкоуровневый аппаратный интерфейс, определяющий набор возможностей и служб, которые необходимы аппаратному ускорителю для взаимодействия со средами исполнения компилятора и другими инструментами разработчика.

## Реализация
Компания Intel выпустила наборы инструментов oneAPI производственного качества, которые реализуют данную спецификацию и добавила миграцию кода CUDA, а также инструменты для анализа и отладки. В состав этих инструментов входит Intel oneAPI DPC++/C++ Compiler, Intel Fortran Compiler, Intel VTune Профайлер и множество производительных библиотек.
Компания Codeplay выпустила слой с открытым исходным кодом, позволяющий библиотеке oneAPI SYCL/DPC++ работать на графических процессорах Nvidia с использованием CUDA.
Гейдельбергский университет разработал реализацию SYCL/DPC++ для графических процессоров AMD и Nvidia.
Компания Huawei выпустила DPC++ компилятор для своего чипсета Ascend AI.
Компания Fujitsu создала ARM версию библиотеки глубокой нейронной сети oneAPI (Deep Neural Network Library (oneDNN)) с открытым исходным кодом для процессора, использующегося в суперкомпьютере  Fugaku.